# Challenge Sprint Pro de 2012
El Challenge Sprint Pro de 2012 es va disputar a la Ciutat de Quebec el 6 de setembre de 2011.
Es va celebrar el dia abans el Gran Premi Ciclista del Quebec de 2012, prova pertanyent a l'UCI WorldTour. Cada equip participant en el Gran Premi del Quebec va escollir un corredor, així com van participar una selecció de 3 ciclistes canadencs.
Mitjançant 3 eliminatòries de 3 o 4 corredors, els dos primers de cada una es van classificar progressivament fins a arribar a la final. Zachary Bell, de l'equip Team SpiderTech, va batre a la final el també canadenc Rémi Pelletier-Roy i als australians Matthew Harley Goss i Michael Matthews, respectivament.

## Participants
| Els 18 participants dels equips UCI ProTour               | Els 18 participants dels equips UCI ProTour | Els 18 participants dels equips UCI ProTour | Els 18 participants dels equips UCI ProTour |
| --------------------------------------------------------- | ------------------------------------------- | ------------------------------------------- | ------------------------------------------- |
| Julien Berard                                             | AG2R La Mondiale                            | Danilo Wyss                                 | BMC Racing Team                             |
| Alan Pérez Lezaun                                         | Euskaltel–Euskadi                           | Matthew Harley Goss                         | Orica-GreenEDGE                             |
| Maxime Vantomme                                           | Team Katusha                                | Matteo Bono                                 | Lampre-Fondital                             |
| Timothy Duggan                                            | Liquigas                                    | Enrique Sanz                                | Movistar Team                               |
| Dennis Vanendert                                          | Lotto-Belisol                               | Borut Bozic                                 | Astana Qazaqstan Team                       |
| Gerald Ciolek                                             | Omega Pharma-Quick Step                     | Michael Matthews                            | Rabobank ProTeam                            |
| Nick Nuyens                                               | Team Saxo-Tinkoff                           | Salvatore Puccio                            | Team Sky                                    |
| Heinrich Haussler                                         | Garmin-Sharp                                | Sandy Casar                                 | FDJ                                         |
| Tony Gallopin                                             | RadioShack-Nissan                           | Marco Marcato                               | Vacansoleil-DCM                             |
| Els 4 participants dels equips Professionals Continentals |                                             |                                             |                                             |
| Zachary Bell                                              | Team SpiderTech                             | David Veilleux                              | Team Europcar                               |
| Aleksejs Saramotins                                       | Cofidis                                     |                                             |                                             |
| Els 3 canadencs seleccionats                              |                                             |                                             |                                             |
| Rémi Pelletier-Roy                                        | Selecció del Canadà 1                       | Ben Chaddock                                | Selecció del Canadà 2                       |
| Anton Varabei                                             | Selecció del Canadà 3                       |                                             |                                             |

## Primera Ronda
| # | Ciclista          | Equip                  |
| - | ----------------- | ---------------------- |
| 1 | Heinrich Haussler | Garmin-Sharp           |
| 2 | Anton Varabei     | Canadà 3               |
| 3 | Salvatore Puccio  | Sky                    |
| 4 | Nick Nuyens       | Saxo Bank-Tinkoff Bank |

| # | Ciclista           | Equip                   |
| - | ------------------ | ----------------------- |
| 1 | Rémi Pelletier-Roy | Canadà 1                |
| 2 | Enrique Sanz       | Movistar                |
| 3 | Gerald Ciolek      | Omega Pharma-Quick Step |
| 4 | Sandy Casar        | FDJ-BigMat              |

| # | Ciclista            | Equip           |
| - | ------------------- | --------------- |
| 1 | Matthew Goss        | Orica-GreenEDGE |
| 2 | Aleksejs Saramotins | Cofidis         |
| 3 | Matteo Bono         | Lampre-ISD      |
| 4 | Dennis Vanendert    | Lotto-Belisol   |

| # | Ciclista       | Equip             |
| - | -------------- | ----------------- |
| 1 | Borut Bozic    | Astana            |
| 2 | Alan Pérez     | Euskaltel-Euskadi |
| 3 | Danilo Wyss    | BMC Racing        |
| 4 | David Veilleux | Europcar          |

| # | Ciclista         | Equip           |
| - | ---------------- | --------------- |
| 1 | Zachary Bell     | SpiderTech-C10  |
| 2 | Michael Matthews | Rabobank        |
| 3 | Maxime Vantomme  | Katusha         |
| 4 | Marco Marcato    | Vacansoleil-DCM |

| # | Ciclista       | Equip               |
| - | -------------- | ------------------- |
| 1 | Timothy Duggan | Liquigas-Cannondale |
| 2 | Ben Chaddock   | Canadà 2            |
| 3 | Julien Berard  | Ag2r La Mondiale    |
| 4 | Tony Gallopin  | RadioShack-Nissan   |

|  | Classificat per la següent ronda. |

## Quarts de final
| # | Ciclista            | Equip        |
| - | ------------------- | ------------ |
| 1 | Enrique Sanz        | Movistar     |
| 2 | Borut Bozic         | Astana       |
| 3 | Aleksejs Saramotins | Cofidis      |
| 4 | Heinrich Haussler   | Garmin-Sharp |

| # | Ciclista           | Equip             |
| - | ------------------ | ----------------- |
| 1 | Zachary Bell       | SpiderTech-C10    |
| 2 | Rémi Pelletier-Roy | Canadà 1          |
| 3 | Ben Chaddock       | Canadà 2          |
| 4 | Alan Pérez         | Euskaltel-Euskadi |

| # | Ciclista         | Equip               |
| - | ---------------- | ------------------- |
| 1 | Matthew Goss     | Orica-GreenEDGE     |
| 2 | Michael Matthews | Rabobank            |
| 3 | Anton Varabei    | Canadà 3            |
| 4 | Timothy Duggan   | Liquigas-Cannondale |

|  | Classificat per la següent ronda. |

## Semifinals
| # | Ciclista           | Equip    |
| - | ------------------ | -------- |
| 1 | Rémi Pelletier-Roy | Canadà 1 |
| 2 | Michael Matthews   | Rabobank |
| 3 | Enrique Sanz       | Movistar |

| # | Ciclista     | Equip           |
| - | ------------ | --------------- |
| 1 | Zachary Bell | SpiderTech-C10  |
| 2 | Matthew Goss | Orica-GreenEDGE |
| 3 | Borut Bozic  | Astana          |

|  | Classificat per la següent ronda. |

## Final
| # | Ciclista           | Equip           |
| - | ------------------ | --------------- |
| 1 | Zachary Bell       | SpiderTech-C10  |
| 2 | Rémi Pelletier-Roy | Canadà 1        |
| 3 | Matthew Goss       | Orica-GreenEDGE |
| 4 | Michael Matthews   | Rabobank        |